# محمدرضا باب‌الفتح
محمدرضا باب‌الفتح (زادهٔ: ۱۷ نوامبر، ۱۹۷۸ در تهران، ایران) کشتی‌گیر بازنشستهٔ آماتور سوئدی در رشته کشتی فرنگی است که در مسابقات میان وزن مردان شرکت کرد. باب‌الفتح در مسابقات اروپایی سال ۲۰۰۳ در وزن ۷۴ کیلوگرم مقام چهارم را بدست آورد؛ و به عنوان نماینده کشورش سوئد در المپیک تابستانی سال ۲۰۰۴ شرکت کرد. قبل از بازنشستگی در سال ۲۰۰۸ او در باشگاه ورزشی Spårvägens استکهلم تحت نظر مربی شخصی لهستانی خود Ryszard Swierad تعلیم دید.